# 群馬青年師範学校
| 群馬青年師範学校 （群馬青師） | 群馬青年師範学校 （群馬青師） |
| ----------------------------- | ----------------------------- |
| 創立                          | 1944年                        |
| 所在地                        | 群馬県高崎市                  |
| 初代校長                      | 橋本重次郎                    |
| 廃止                          | 1951年                        |
| 後身校                        | 群馬大学                      |
| 同窓会                        | 群馬大学 教育学部同窓会       |

群馬青年師範学校 （ぐんませいねんしはんがっこう） とは、1944年 （昭和19年） に設立された青年師範学校である。

## 概要
- 1918年（大正7年）設立の（群馬県師範学校）農業講習科を起源とする。
- 1944年、群馬県立青年学校教員養成所（1935年設立）の国への移管により群馬青年師範学校となった。
- 第二次世界大戦後の学制改革により、新制群馬大学学芸学部（現・教育学部）の母体の一つとなった。

## 沿革
- 1918年4月： 群馬県師範学校内に農業講習科を開設。
  - 修業年限1年。
- 1921年8月： 群馬県実業補習学校教員養成所として独立（7月29日群馬県令第51号）。
- 1929年： 修業年限2年に延長（隔年募集）。
- 1935年4月： 群馬県立青年学校教員養成所と改称。
  - 本科修業年限2年。毎年募集に変更。
- 1938年： 臨時養成科（1年制）を設置。
- 1944年4月1日： 官立移管され群馬青年師範学校設置（男子部のみ。本科3年制）。
- 1944年5月： 高崎市台町の旧高崎商業学校校舎に移転。
- 1947年6月： 高崎市高松町の旧陸軍東部三十八部隊兵舎跡に移転。
- 1949年5月31日： 新制群馬大学発足。
  - 群馬師範学校と共に学芸学部の母体として包括された。
- 1951年3月： 旧制群馬青年師範学校、廃止。

## 歴代校長
官立群馬青年師範学校
- 校長： 橋本重次郎 （1944年4月 - 1945年4月）
  - 群馬師範学校と兼務
- 校長： 田沢次郎 （1945年4月1日 - ）
- 校長： 佐久間敬三（1945年11月24日[1] - ）
- 校長： 三浦三義人
- 校長： 金子平一
- 校長： 志村二郎 （1949年5月 - 1951年3月）
  - 新制群馬大学学芸学部 初代学部長

## 校地の変遷と継承

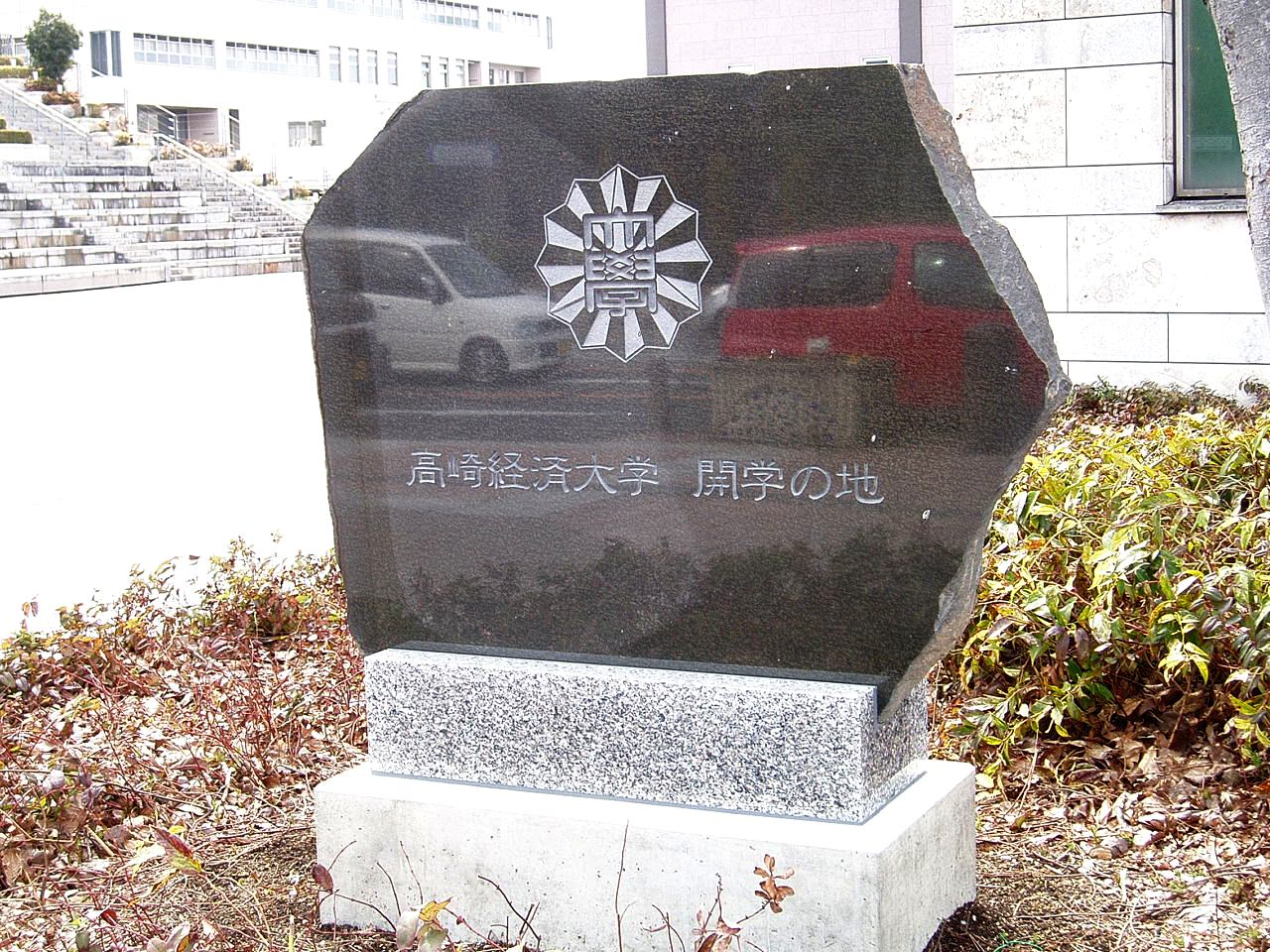
高松町校舎跡に建立された「高崎経済大学 開学の地」碑 （高崎市役所北、ハローフォーラム）

群馬青年師範学校は群馬師範学校男子部校舎（旧群馬県師範学校、前橋市日吉町）で発足し、翌月の1944年5月、高崎市台町にあった旧高崎商業学校（戦時措置で廃止。現・群馬県立高崎商業高等学校）の校舎に移転した。1946年3月に商業学校が再開したため、1947年6月、高崎市高松町の旧陸軍東部三十八部隊兵舎跡（旧陸軍歩兵第十五連隊跡）に移転した。同校地は、群馬師範学校男子部予科にも使用された。高松町校地は後身の新制群馬大学に継承され、学芸学部高崎分教場となった（1951年3月廃止）。高崎分教場跡にはその後、1952年に高崎市立短期大学（高崎経済大学の前身）が設置された。
現在、台町校地跡は高崎警察署・群馬県高崎合同庁舎となっている。高松町校舎跡にある高崎シティギャラリー「ハローフォーラム」の一角には、高崎経済大学応援団により「高崎経済大学 開学の地」碑が建てられている。